# Zarząd Polityczno-Wychowawczy MSW
Zarząd Polityczno-Wychowawczy MSW – jednostka organizacyjna Ministerstwa Spraw Wewnętrznych Polskiej Rzeczypospolitej Ludowej wchodząca w skład Służby Polityczno-Wychowawczej, działająca w latach 1981–1989. Do zadań zarządu należało organizowanie i prowadzenie pracy polityczno-wychowawczej i kulturalno-oświatowej wśród funkcjonariuszy Służby Bezpieczeństwa i Milicji Obywatelskiej oraz wśród innych osób związanych z resortem.

## Historia zarządu

### Okoliczności powstania i organizacja pionu
Wydarzenia Sierpnia 1980 r. i powstanie „Solidarności” spowodowały poważny kryzys w PZPR prowadzący do częściowego rozkładu struktur partyjnych. Oddolny ruch reformatorski objął również Ministerstwo Spraw Wewnętrznych, w którym na fali przemian wiosną 1981 r. podjęto próby utworzenia Związku Zawodowego Funkcjonariuszy Milicji Obywatelskiej. Kierownictwo MSW i KG MO nie dopuściło jednak do jego rejestracji, stosując represje wobec milicyjnych związkowców i wysuwając w odpowiedzi projekt powołania rad funkcjonariuszy MO. Ponadto w obliczu przygotowań do wprowadzenia stanu wojennego i rozprawy z opozycją uznano za konieczne zorganizowanie w resorcie wzorem wojskowym aparatu politycznego dyscyplinującego kadry SB i MO.
30 października 1981 r. minister Czesław Kiszczak wydał zarządzenie nr 042, na podstawie którego utworzony został Zarząd Polityczno-Wychowawczy MSW oraz odpowiednie stanowiska ds. polityczno-wychowawczych w poszczególnych jednostkach organizacyjnych centrali (zastępcy dyrektorów lub inspektorzy). W terenie zadania zarządu realizowały wydziały polityczno-wychowawcze KW MO / WUSW, nadzór nad nimi (jak również nad wydziałami szkolenia) objęli zastępcy komendantów / szefów urzędów ds. polityczno-wychowawczych. Analogiczne stanowiska zastępców powstały także w komendach / urzędach niższego szczebla oraz w jednostkach ZOMO.
W listopadzie 1981 r. przeprowadzono reformę centrali MSW, tworząc tzw. służby i powołując dodatkowy szczebel kierownictwa. Zgodnie z tym podziałem Zarząd Polityczno-Wychowawczy (wraz z Redakcją „W Służbie Narodu”, będącą wówczas samodzielną jednostką organizacyjną) znalazł się pod kontrolą szefa Służby Polityczno-Wychowawczej, który nadzorował również działalność pełnomocników ministra ds. współpracy z radami funkcjonariuszy MO i ds. pracowniczych, odpowiadał za kontakty z Komitetem Dzielnicowym PZPR w MSW oraz reprezentował kierownictwo ministerstwa wobec resortowych organizacji społeczno-politycznych.

### Zakres działania i struktura zarządu
Do zakresu działania nowego pionu należało programowanie, planowanie, organizowanie i wykonywanie pracy o charakterze polityczno-wychowawczym, informacyjno-propagandowym, kulturalno-oświatowym i społecznym. Realizując wytyczne instancji partyjnych i ministra, zarząd odpowiadał za kształtowanie socjalistycznego światopoglądu funkcjonariuszy, badał i oceniał ich nastroje oraz stan moralno-polityczny, prowadził szkolenia polityczne dla kadr kierowniczych ministerstwa, opracowywał wydawnictwa informacyjno-propagandowe i szkoleniowe, popularyzował tematykę resortową w środkach masowego przekazu, a także nadzorował Redakcję „W Służbie Narodu” w sprawach polityki wychowawczej.
Praca polityczno-wychowawcza prowadzona była wśród kadr SB i MO, członków rodzin funkcjonariuszy, a także wśród członków rezerw osobowych, resortowych emerytów i rencistów, członków ORMO oraz pracowników cywilnych. Zarząd zobowiązano do współpracy z komórkami partyjno-politycznymi NJW i WOP, Głównym Zarządem Politycznym WP oraz analogicznym aparatem w państwach bloku socjalistycznego. Do służby w pionie polityczno-wychowawczym kierowani byli zarówno funkcjonariusze MO, jak i funkcjonariusze posiadający legitymacje SB.
Zgodnie z etatem w skład Zarządu Polityczno-Wychowawczego wchodziły następujące komórki:
- Kierownictwo Zarządu
- Wydział I (organizacyjno-informacyjny)
- Wydział II (szkolenia i propagandy)
- Wydział III (kultury)
- Wydział IV (organizacji społecznych)
- Wydział V (prasowy)
- Samodzielna Sekcja Ogólna

### Oceny działalności
Działalność Służby Polityczno-Wychowawczej spotkała się z dużą nieufnością i krytyką części funkcjonariuszy resortu. Zwracano uwagę na znaczne koszty tego przedsięwzięcia oraz na niedostateczne przygotowanie pracowników. Przede wszystkim zaś wskazywano na brak wyraźnej tradycji aparatu propagandowego w organach bezpieczeństwa i porządku publicznego (analogiczny Zarząd Polityczno-Wychowawczy istniał w strukturach KG MO jedynie w latach 1944–1949), co czyniło tę służbę mało przydatną, szczególnie wobec wzmocnienia pozycji MSW w okresie stanu wojennego i latach bezpośrednio po nim następujących.
O pracy pionu niezwykle krytycznie wypowiadał się m.in. szef Służby Wywiadu i Kontrwywiadu, podsekretarz stanu Władysław Pożoga:

Stworzenie służby polityczno-wychowawczej było absurdalnym pociągnięciem. Stworzono nienormalną sytuację, usiłowano przenieść z wojska doświadczenie na całkiem inny grunt. Dodano setki etatów, pościągano ludzi, miotano się, w jaki sposób ustawić organizację partyjną, kto ma komu podlegać: służba polityczno-wychowawcza organizacji partyjnej, czy odwrotnie. (...) Do obsadzenia etatów zbierano chętnych z różnych departamentów. Kto miał kłopoty w normalnej pracy, mógł znaleźć przytułek u politruków. Wkrótce był to ogromnie hałaśliwy zbiór różnych nieudaczników wrzeszczących o marksizmie, pryncypialnych i gorliwych. (...) Pracownicy tej służby mieli jedną niezrównaną cechę: potrafili wytłumaczyć każde, nawet najgłupsze pociągnięcie resortu jako sprawę potrzebną, korzystną, a nawet niezbędną.

### Likwidacja struktury
Likwidacja pionu nastąpiła pod koniec 1989 r. i stanowiła część głębokich zmian organizacyjnych rozpoczętych w resorcie po przeprowadzeniu wyborów czerwcowych i powołaniu rządu Tadeusza Mazowieckiego. Pewien wpływ na decyzję o rozwiązaniu tej struktury miało ponowne uaktywnienie się ruchu związkowego w MO, co w konsekwencji doprowadziło do powołania Niezależnego Samorządnego Związku Zawodowego Funkcjonariuszy Milicji Obywatelskiej (i jego prawnego zarejestrowania w maju 1990 r. już jako NSZZ Policjantów).
Na mocy zarządzenia nr 95 ministra z 21 listopada 1989 r. Służba Polityczno-Wychowawcza oraz Zarząd Polityczno-Wychowawczy zostały zlikwidowane. W rzeczywistości jednak większość funkcjonariuszy zarządu przeszła do pracy w Departamencie Szkolenia i Wychowania utworzonym w wyniku przekształcenia Departamentu Szkolenia i Doskonalenia Zawodowego. Zmianie uległo również nazewnictwo służb MSW, ponieważ dotychczasową Służbę Kadr i Doskonalenia Zawodowego przemianowano na Służbę Kadr, Szkolenia i Wychowania. W terenie (po odwołaniu zastępców szefów WUSW ds. polityczno-wychowawczych) miejsce wydziałów polityczno-wychowawczych oraz wydziałów szkolenia zajęły wydziały szkolenia i wychowania.
Nowe struktury prowadziły działalność do czasu rozwiązania Służby Bezpieczeństwa i Milicji Obywatelskiej w okresie od maja do lipca 1990 r. Po rozpoczęciu procesu weryfikacyjnego, oceniającego przydatność kadr SB do służby w zreorganizowanym resorcie, funkcjonariusze pionu kadr, szkolenia i wychowania również zostali objęci postępowaniem kwalifikacyjnym (zgodnie z Instrukcją Przewodniczącego Centralnej Komisji Kwalifikacyjnej z 25 czerwca 1990 r.).

## Kierownictwo
Szefowie Służby Polityczno-Wychowawczej w randze dyrektora generalnego:
- gen. bryg. Edward Tarała (25 listopada 1981 r. – 30 listopada 1983 r.)
- gen. bryg. Władysław Jura (27 grudnia 1983 r. – 22 grudnia 1984 r.)

Szefowie Służby Polityczno-Wychowawczej w randze podsekretarza stanu (wiceministra):
- Andrzej Gdula (22 grudnia 1984 r. – 31 sierpnia 1986 r.)
- Czesław Staszczak (1 lutego 1987 r. – 22 listopada 1989 r.)

Zastępca szefa Służby Polityczno-Wychowawczej, dyrektor Zarządu Polityczno-Wychowawczego MSW:
- płk/gen. bryg. Eugeniusz Grabowski (1 grudnia 1981 r. – 30 listopada 1989 r.)